# The Candidate (Arrow)
The Candidate es el segundo episodio de la cuarta temporada y septuagésimo primer episodio a lo largo de la serie de televisión estadounidense de drama y ciencia ficción, Arrow. El episodio fue escrito por Marc Guggenheim y Keto Shimizu y dirigido por John Behring. Fue estrenado el 14 de octubre de 2015 en Estados Unidos por la cadena The CW.
Cuando Jessica Danforth, una vieja amiga de la familia, les dice a Oliver y Thea que va a presentar su candidatura para la alcaldía de la ciudad, los Queen se preocupan debido a que los últimos tres alcaldes han sido asesinados. A pesar de sus protestas, Jessica anuncia su candidatura, por lo que Flecha Verde y Speedy prometen protegerla. Mientras tanto, Thea comienza a exhibir efectos derivados de las fosas de Lázaro. Además, Felicity se enfrenta a una difícil decisión empresarial, por lo que acude a Curtis Holt, uno de sus empleados, en busca de ayuda.

## Elenco
- Stephen Amell como Oliver Queen/Flecha Verde.
- Katie Cassidy como Laurel Lance/Canario Negro.
- David Ramsey como John Diggle.
- Willa Holland como Thea Queen/Speedy.
- Emily Bett Rickards como Felicity Smoak.
- Neal McDonough como Damien Darhk.
- John Barrowman como Malcolm Merlyn/Arquero Oscuro.
- Paul Blackthorne como el capitán Quentin Lance.

## Desarrollo

### Producción
La producción de este episodio comenzó el 14 de julio y terminó el 22 de julio de 2015.

### Filmación
El episodio fue filmado del 23 de julio al 5 de agosto de 2015.

### Casting
El 17 de julio Echo Kellum y Alexander Calvert fueron contratados para dar vida a Curtis Holt/Mr. Terrific y Anarquía, respectivamente. El 23 de julio, fue revelado que Jeri Ryan fue contratada para interpretar a Jessica Danforth. El 10 de agosto, se dio a conocer que Elysia Rotaru para interpretar a un interés amoroso de Oliver Queen durante las secuencias de flashback.